# Karl Eichner
Karl Eichner (* 13. August 1936 in Burghausen; † 13. September 2021) war ein deutscher Lebensmittelchemiker.

## Leben und Werk
Karl Eichner studierte ab 1954 Chemie an der TU München und wurde dort 1965 mit einer Arbeit zur Racemisierung bei der Umvinylierung von N-Acyl-dipeptiden mit Vinylacetat und Rekombinationsversuche am Insulin promoviert. Er war kurz in der chemischen Industrie beschäftigt und ging 1967 an das damalige Fraunhofer-Institut für Lebensmitteltechnologie und Verpackung. Ebenfalls an der TU München habilitierte er sich 1979 Über den Verlauf der nicht-enzymatischen Bräunungsreaktion und ihre Wechselwirkungen mit der Fettoxydation in wasserarmen Lebensmitteln an Hand von Modellsystemen. Einem Ruf an das Institut für Lebensmittelchemie der  Westfälischen Wilhelms-Universität Münster folgte er 1982. Er amtierte 1985 als Dekan des dortigen Fachbereichs Chemie. In den Ruhestand trat er 2001.
Eichners Arbeitsgebiete waren insbesondere Untersuchungen zur Haltbarkeit und Haltbarmachung von Lebensmitteln sowie Methoden zu deren Qualitätsprüfung. Daneben untersuchte er unter anderem die Maillard-Reaktion. Ein weiteres Forschungsgebiet umfasste die Identifizierung von Leitsubstanzen für die prozessbegleitende Analytik bei der Herstellung von Lebensmitteln.

## Publikationen (Beispiele)
- mit Rudolf Heiss: Haltbarmachen von Lebensmitteln. Springer: Berlin ISBN 978-3-642-62773-6
- Karl Eichner bei Researchgate